# 共同保険
共同保険（きょうどうほけん;Co-insurance）とは、複数の保険会社が共同で保険を引き受ける方式をいう。1保険会社では引き受けきれない巨大なリスクを分散したり、各保険会社が自ら抱えるリスクを多様化・平準化するために共同保険とすることが基本的な姿だが、自動車ディーラーや企業系列においては、特定顧客やマーケットにおける営業権として用いられることもある。各引受保険会社の引受割合を分担割合あるいはシェア（Share）という。形式上、保険契約者が幹事保険会社を指名することになっているが、実態は保険会社・代理店がアドバイスするなど、保険会社主導で幹事保険会社が選定されることも多い。

## 共同保険の実務
通常は、責任分担割合が最も大きな会社が幹事保険会社となり、契約者との契約交渉窓口となるが、契約者との関係が深い保険会社が責任分担割合が小さくても契約交渉窓口となるべく幹事保険会社となることもある。共同保険契約である保険証券は、幹事保険会社が代表して発行し（代表保険証券）、そこには各引受保険会社の分担割合が記載されるので保険契約者は各引受保険会社の責任分担割合を確認できる（註 保険会社が経営破綻する例もあり、この責任分担割合の確認は重要である）。保険契約者は、幹事保険会社を通じて、複数の保険会社と同一内容の保険契約（契約の束;bundle of contracts）を同時に締結していることになる。

## 共同保険に関する業務委託契約
非幹事保険会社は幹事保険会社に対して、保険募集や契約保全（例えば、保険契約上の通知義務に基づき保険契約者等が行う通知を代表して受領）に関する事務の代行を委託している（事務委託契約）。つまり、共同保険契約においては、保険会社間でアウトソーシングが行われている。この事務委託契約は、各保険会社が一対一で「共同保険に関する業務委託契約書」の取り交わしを行うことにより成立している。幹事保険会社には保険事故発生時の損害査定の代理権は契約上定められていないが、実務慣行として保険事故発生時には幹事保険会社が代表して損害査定の事務を行うこととしているので、幹事保険会社はその取り扱いについて保険事故時に改めて被保険者に確認している。

## 共同保険に関する業務委託契約に対する規制
共同保険に関する業務委託契約は、保険会社間の業務の代理、事務の代行の一種として保険業法上、その改廃は金融庁の認可の対象とされている。他方で保険契約の成立にあたり、引受条件等に関して保険会社間で共通の意思が形成されることは、独占禁止法上、カルテルとして禁止されているので、このカルテル規制が及ばないよう、①幹事保険会社には損害保険代理店とは異なり、非幹事保険会社のために行う契約締結の代理権はなく、また、②共同保険を引き受ける保険会社はそれぞれ単独別個の義務と権利を有するとしている。

## 共同保険に関する特約条項
保険会社と契約者との関係についてみると、共同保険契約は約款上、「共同保険に関する特約条項（Co-insurance clause）」が付帯されるので、保険契約者等は保険証券とともに送付される約款で幹事保険会社と非幹事保険会社間の役割分担の具体的内容について確認することができる。逆に保険会社側からみると、共同保険契約がカルテルなどの違法行為ではないことの説明を保険契約者に行う意味合いもある。なお、この特約条項は上記保険会社間の「共同保険に関する業務委託契約書」とは契約当事者が異なる別個の契約である。

## 共同保険における事務の再委託
契約者を団体とする契約では、保険会社が団体に対して団体の構成員から保険料相当額の集金を行う事務を委託することがある（集金事務委託契約）。この集金事務委託契約は、共同保険においては幹事会社が他の非幹事会社からの委託を受けて行う事務の「再委託」契約である。なお、集金事務以外にも、幹事保険会社は必要に応じて各種事務の再委託を行っている。

## 特殊なケース
団体保険等で、保険契約者が予め、幹事保険会社を複数選定する例（これは契約者が保険会社側との交渉窓口を複数としたい場合に行われる。幹事保険会社を正と副に区別する場合もある）。